# Metropolitana di Kōbe
La metropolitana di Kōbe è la metropolitana a servizio della città giapponese di Kōbe. Si sviluppa per 40,4 km e 30 stazioni lungo due linee. È gestita dall'Ufficio municipale dei trasporti di Kobe.

## Storia
Nel dopoguerra venne deciso di sfruttare l'area lasciata libera dalla costruzione della strada radiale per realizzare la linea Seishin della metropolitana. Il 25 novembre 1971 venne posata la prima pietra nella costruzione della linea, che venne aperta nella sezione fra Myōdani e Shin-Nagata il 13 marzo 1977. La linea venne progressivamente estesa fino al suo completamento nel 1987. Il 19 aprile 1994 iniziarono invece i lavori per la linea Kaigan, ma l'anno successivo, a causa del grande terremoto Hanshin la linea Seishin-Yamate subì alcuni danni alle infrastrutture. Il 7 luglio 2001 venne inaugurata la linea Kaigan, e nel 2004 fu introdotta la numerazione delle stazioni.

## Linee
| Colore & Simbolo | Colore & Simbolo | Nome                        | Nome                      | Lettera identificativa | Prima sezione aperta | Ultima estensione | Lunghezza (km) | Stazioni |
| ---------------- | ---------------- | --------------------------- | ------------------------- | ---------------------- | -------------------- | ----------------- | -------------- | -------- |
| verde            |                  | Tramite diritti di transito | Linea Hokushin            | S                      | 1988                 | -                 | 7.5            | 2        |
| verde            | -                | Linea Yamate                | 1983                      | S                      | 1985                 | 7.6               | 8              |          |
| verde            | -                | Linea Seishin               | 1977                      | S                      | -                    | 5.7               | 4              |          |
| verde            | -                | Linea Seishin-enshin        | 1985                      | S                      | 1987                 | 9.4               | 6              |          |
| blu              |                  | -                           | Linea Kaigan (Yumekamome) | K                      | 2001                 | -                 | 7.9            | 10       |

## Tariffe
Il prezzo del biglietto dipende dalla distanza percorsa.
| Numero settori    | Tariffa (yen) |
| ----------------- | ------------- |
| 1 (> 3 km)        | 200           |
| 2 (3 km - 7 km)   | 230           |
| 3 (7 km - 10 km)  | 260           |
| 4 (10 km - 13 km) | 300           |
| 5 (13 km - 16 km) | 330           |
| 6 (16 km - 19 km) | 360           |
| 7 (19 km - 23 km) | 390           |
| 8 (23 km - 27 km) | 420           |
| 9 (27 km >)       | 450           |